# Templo de Corpus Christi
El templo de Corpus Christi es un edificio ubicado en Avenida Juárez número 44, en el centro histórico de la Ciudad de México, en la Alcaldía Cuauhtémoc. Originalmente fue un templo católico anexo al convento del mismo nombre, actualmente desaparecido. El convento y el templo pertenecieron a la Orden de Clarisas Capuchinas, y fue el primer convento exclusivo para indígenas. Actualmente es sede del archivo histórico de notarías de la Ciudad de México.

## Historia
El convento fue fundado a iniciativa del virrey Baltasar de Zúñiga, siendo el primer convento para mujeres indígenas nobles, las cuales hasta ese momento solo podían aspirar a ingresar a los conventos como criadas de monjas españolas o criollas. El templo y el convento fueron construidos de 1720 a 1724 por el arquitecto Pedro de Arrieta, con la supervisión del capitán Juan Gutiérrez Rubín de Celis y fue exclusivo para las hijas de indígenas nobles.
En 1867 con la aplicación definitiva de las leyes de reforma el convento fue desocupado, y posteriormente pasó a ser propiedad de José Ives Limantour, quien mandó demolerlo para construir su casa. Solo se salvó un pequeño claustro, que fue demolido en el siglo XX.
Después de la exclaustración, el templo fue bodega, templo cismático, museo de higiene y finalmente en 1951 fue entregado al recién creado Instituto Nacional Indigenista para fundar el museo de industrias y artes populares, uso con el que permaneció hasta la década de los ochenta,  cuando fue severamente dañado por el terremoto de 1985  y abandonado por casi 20 años, hasta que en el año 2002 se anunció que como parte del plan de rescate del Centro Histórico, el ex templo sería consolidado y restaurado para ser la sede del acervo histórico del archivo general de notarías de la Ciudad de México. Los trabajos de rescate iniciaron en 2003 y el acervo finalmente fue inaugurado el 14 de julio de 2005.

## Importancia
El templo y el convento representaron el triunfo del debate sobre si los indígenas comprendían el estado monástico; arquitectónicamente, el templo es uno de los primeros intentos en la búsqueda de nuevos espacios y Pedro de Arrieta realiza un diseño innovador, abandonando el uso de las dos portadas laterales, típicas de los conventos de monjas y la única ornamentación de la fachada son tres relieves sobre el dintel del vano de acceso: Al centro una gran custodia sostenida por ángeles y a su lado dos pequeños medallones, idea posiblemente basada en la fachada de la capilla de las ánimas que construyó de 1720 a 1721.

## Patrimonio
Con motivo de la inauguración en 1951 del Museo de Industrias y Artes Populares, el artista e investigador Miguel Covarrubias pintó en el edificio un mural titulado geografía del arte popular en México, en el cual se representan las distintas regiones geográficas de México y la ilustración de sus variaciones artesanales, el cual fue restaurado en 2005.

## Leyenda
Al respecto del templo, existe una tradición oral sobre el virrey que lo fundó:

"...
La leyenda cuenta que durante una ceremonia en Catedral, presidida por el virrey, apareció una joven de gran belleza, de la que quedó prendado. Nadie le supo dar razón de su identidad, hasta que un día la vio pasar bajo el balcón de palacio en elegante carroza. De inmediato ordenó que averiguaran quién era; con gran desilusión se enteró que era doña Constanza Téllez, quien estaba despidiéndose de sus amistades, porque iba a profesar en el convento de Corpus Christi.
El virrey se convirtió en benefactor del convento y al terminar su encargo, fue llamado de regreso a España, adonde partió acongojado. Enteradas las religiosas, le enviaron para su consuelo la turquesa del anillo que al ingresar al convento llevaba en la mano sor Constanza.
Al poco tiempo de su regreso enfermó gravemente y ordenó que a su muerte, su corazón y la turquesa fuesen enviados a su amado convento de Corpus Christi..." 